# Euprosthenops australis
Euprosthenops australis är en spindelart som beskrevs av Simon 1898. Euprosthenops australis ingår i släktet Euprosthenops och familjen vårdnätsspindlar. Inga underarter finns listade i Catalogue of Life.